# 余元佳
余元佳（英語：Yu Yuan Chia，1941年9月27日—），生于廣東省台山，在廣州長大，香港知名國畫家、書法家及藝術家，於1979年移居香港，為香港永久居民，余元佳醉心於畫作達60年以上，並一直活躍至今。

## 藝術生涯
余元佳生於1941年，於廣州長大，兒時喜爱體育運動，尤其羽毛球，其體育老師更有意推薦他入國家隊訓練，余元佳卻斷然拒絕，只因羽毛球只是其娛樂活動，繪畫才是他的最愛。1979年定居於香港，一直於其＂品石苑＂畫室研究及創作書畫。師承嶺南派畫家陳子毅。余歷來擔任香港中文大學校外進修部國畫導師、香港美術研究會副主席、香港協會副理事長及香港匯流畫會副會長。擅長中國書畫和美術評論，曾於香港大會堂及香港中央圖書館舉辦多個個人展覽，並連續超過十年捐贈畫作致東華三院作慈善籌款用途。
余元佳畫齡已有六十年以上，桃李滿門。擅長書法、山水、花鳥，更愛寫生，年青時愛到處遊歷、攀山涉水尋找新鮮的角度及不同的創作靈感，作品曾多次獲獎，並為香港藝術館及海内外文藝機構所收藏。
於1987年，余元佳開始創作其最矚目的《千呎香江圖卷》，他用了六年時間，用腳走遍港九、新界大小山頭，以拍攝或速記記下187個景點，還有附近的山巒、綠林、海岸及建築群。再花往後的兩年，以國畫長卷的方式，分132幅畫，由沙頭角畫到香港仔，最後組合成1.05米高，303.6米的長卷，即約1,000呎，故此命名為《千呎香江圖卷》。1995年底，於中環大會堂低座舉行6天展覽，長卷繞着展場一圈又一圈，愛畫和好奇的人流如鯽，引起莫大回響，後來又出版成同名畫冊。用了共8年完成的《千呎香江圖卷》，由於記截了八九十年代的香港，是珍貴的時代見證及記錄，故一直備受關注。於2022年5月，《千呎香江圖卷》更被香港藝術館立入永久收藏的藝術作品。

## 著作
- 《余元佳畫集》慶年柯式印刷公司 , (1980)。
- 《余元佳寫生作品選》精藝商業美術設計公司 ,(1981)。
- 《硯邊理法趣文集》香港：香港中國書畫硏創會(出版社),1991。[12]
- 《余元佳 千尺香江圖卷》香港：三聯書店(香港)有限公司(出版社),1995。[13]
- 《余元佳畫集》香港：榮寶齋(香港)有限公司(出版社),1997。國際書號： ISBN 962-7880-03-5 。[14][15]
- 《余元佳 江南小品》Touch Art Design (Collector),1999。
- 《余元佳 香江古情今貌冊頁》香港：香港中國書畫研創會(出版社),2011。[16][17]
- 《余元佳 昆蟲集 -花鳥資料第一册》香港：香港中國書畫研創會(出版社),2013。國際書號： ISBN 978-988-16761-1-5。[18]
- 《余元佳 觀賞魚, 蛙, 小蟹與時鮮集 -花鳥資料, 第二册》香港：香港中國書畫研創會(出版社),2013。國際書號： ISBN 978-988-16761-5-3。[19]
- 《余元佳 禽鳥集 -花鳥資料, 第三册》香港：香港中國書畫研創會(出版社),2013。國際書號：ISBN 978-988-16761-9-1。
- 《余元佳 蔬果集 -花鳥資料, 第四册》香港：香港中國書畫研創會(出版社),2013。國際書號：ISBN 978-988-16761-2-2。
- 《余元佳 花卉集 -花鳥資料, 第五册》香港：香港中國書畫研創會(出版社),2013。國際書號：ISBN 978-988-16761-0-8。
- 《余元佳畫集: 第十輯》Xianggang Zhongguo shu hua yan chuang hui(出版社),2014。國際書號：ISBN 9789881676160。[20]
- 《余元佳畫集》香港中國書畫研創會(出版) ,2023。國際書號: ISBN 978 988 167 6139

## 大型個展
- 1980年「余元佳山水花鳥畫展」
- 1981年「余元佳寫生展」
- 1986年「余元佳書法國畫展」
- 1995年「千呎香江圖卷公開展」[21]
- 1997年「余元佳九七前十八年作品回覽」
- 2014年「余元佳十八年作品回覽」[22][23]
- 2022年「慶祝中華人民共和國成立七十三周年」香港美術家、收藏家--春風萬里書畫展[24]
- 2024年「陳子毅暨余元佳師生作品展」[25][26][27][28]

## 家庭
余元佳於二十五歲時向嶺南派畫家陳子毅拜師學藝，其間結識其女兒陳燕屏，倆人於1969年10月結為夫婦，一起生活至今，育有一女兒余方馨。

## 外部連結
- 香港藝術館刊物-文化者內提及余元佳《千呎香江圖卷》一事 （页面存档备份，存于）
- 余元佳在HK Insider 的專訪 （页面存档备份，存于）
- 余元佳在百度百科資料 （页面存档备份，存于）
- 余元佳在東方日報專訪 （页面存档备份，存于）